# 川井優沙
川井 優沙（かわい ゆうさ、1993年5月4日 - ）は、日本のモデル、女優である。兵庫県出身。愛称は「ゆさぴ」。

## 人物
2013年より、株式会社G.P.Rに所属。
当初はSサイズグラドルとして活躍しており、2015年5月には自身の1st DVDである『Love is...』、同年9月には2nd DVD『優美な彼女』をリリースし、「＃グラドル自画撮り部」のメンバーとしても活動したが、その後は、モデルや芝居を中心に活動。
2015年9月には、応募者数約4000名の中から、ミスiD2016 セミファイナリストに選ばれたが、ファイナリストには進めなかった。
2019年5月、他の所属タレントと共に、株式会社G-STAR.PROに異動。
2019年10月には競輪の公式アンバサダーである「けいマルガールズ」のオーディションに参加し、応募総数385名の中から候補生7名に選出され、2か月半にわたって活動した。最終選考で3名には選ばれなかったが、候補生としての活動を経て、そこで得た知識から競輪女子として競輪番組にも出演するようになった。
2020年3月31日にG-STAR.PROを退所し、同年6月1日より株式会社ArowZ Entertainmentに所属。
2021年7月17日、1000日後に解散するアイドルグループ『最後の晩餐』に新メンバーとして加入して活動していたが、病気療養のため、同年12月14日をもって『最後の晩餐』を脱退。同年12月31日をもって事務所を退所し芸能活動を停止した。

その後、2022年5月よりSNSの更新等を再開し、2023年5月には結婚を発表、現在は競輪の予想会イベントなど芸能活動を行っている。

## 関連人物
- 元グラビアアイドル・元アイドルの伊藤なのかとは同郷の幼馴染で親友であり、互いのSNSにも度々登場していた[32][33]。

- グラビアアイドルの副島美咲とは、2016年に出演した舞台『ミエタミエナイセカイ』[34]で共演し、同い年ということもあり意気投合して親交を深め、合同オフ会なども行っていた。その後、2018年10月に出演の舞台[35]、2019年12月に出演の舞台[36]でも共演した。

## 出演

### テレビ
- アカデミーナイト（2014年11月、TBS）
- 愛ドルlabo（2014年12月、2015年1月、Kawaiian TV）
- コヤブガチピン写真館（2015年6月、フジテレビONE）
- 追跡！つぶやきウォッチャー（2015年6月日、日本テレビ）
- ゴッドタン（2015年10月31日、テレビ東京）
- オールスターチャンピオンボーリング（2016年1月、フジテレビONE）
- モデルプレスナイト（2016年12月 - 2018年8月、Kawaiian for ひかりTV4K）
- 好きか嫌いか言う時間（2017年1月、TBS）
- 相席GAME TORTILLA（2017年10月、MBS）
- ザ・カセットテープ・ミュージック #3、#4（2017年11月、BS12 トゥエルビ）
- カスタム野郎Cチーム（2018年1月、フジテレビONE）
- ゴッドタン（2019年9月、テレビ東京）

### ネット配信
- 【関西弁三国志RPG『ごっつ三国』生放送】 ごっつでっか！？LIVE　Vol 1　＜1周年記念　初生放送＞（2018年04月13日、ごっつ三国【関西弁三国志RPG】チャンネル、Youtube）[37]

- 【大人のドッキリ】モデルの川井優沙に弊社のリングをプレゼントしてみた（2020年08月07日、企業戦士かわなのアクセサリーチャンネル、Youtube）[38]

- 【彼女とデート前編】バインミー初体験!!ショーパン川井優沙と下北沢デート（2021年06月28日、Television Osaka テレビ大阪チャンネル、Youtube）[39]

### 映画
- 暗黒女子
- さいごのわがまま（2017年10月10日） - ヒロイン・鈴川愛美 役
- PRINCE OF LEGEND（2019年3月21日） - 教師 役

### VR作品
- ガール Z・オブ・ザ・デッド（2021年5月7日 - 、DMM動画）[40][41]※全5話のうち3話に出演 - 主演

### Web記事
- こんな彼女と妄想デート! おさんぽカメラ 第22回「川井優沙＠カレの部屋編」（2015年03月20日、週プレNEWS）[42]

- アンジャッシュ渡部建、今井華ら人気タレントも興奮の「ULTRA JAPAN」最終日＜スナップ＞（2015年09月22日、モデルプレス）[43]

- 相性バツグン！アレンジ広がる「キムチーズトースト」【川井優沙／モテるグルメ研究所】（2017年02月15日、モデルプレス）[44]

- お酒のおつまみにもピッタリ！「明太チーズサンドイッチ」が簡単ヘルシー【川井優沙／モテるグルメ研究所】（2017年03月27日、モデルプレス）[45]

- グラドル川井優沙、猛アタックされた芸人を告白「DMでLINE聞かれた」（2018年03月10日、モデルプレス）[46]

- サムザップ、『戦国炎舞 -KIZNA-』×「串カツ田中」発表会を開催！ 倉持由香さん、水沢柚乃さん、緒方咲さん、川井優沙さん、藤井えるさんが「戦国炎舞グラドル隊」に変身（2019年01月22日、gamebiz）[47]

### 舞台
- エアースタジオ『Juliet』（2016年1月20日 - 25日、エアースタジオ） - C班・木島美香子 役
- ざ☆くりもん『晒場慕情～恋慕の木遣り唄～』（2016年4月20日 - 26日、シアターグリーン） - Aグループ・つる 役
- 劇団ドリームプリンセス『ミエタミエナイセカイ』（2016年6月1日 - 5日、新宿村LIVE） - 神宮寺建 役
- Stage Project ILLUMINUS『喫茶ライフ』（2016年12月21日 - 25日、シアターグリーン） - ヒロイン 役
- 『夢舞台 艶が～る 初宴』（2017年6月17日 - 25日、新宿村LIVE）[48][49][※ 2] - 主人公・さくら 役
- Q商会第6回公演『ファイナルテスト』[50] （2018年3月2日 - 4日、新中野ワニズホール）
- FINAL GIRL vol.01 『見世物小屋からの脱出・ハロウィン編』[51] （2018年10月19日 - 21日、新中野ワニズホール） - FINAL GIRL 役
- 謎解きライブ！ FINAL GIRL! vol.06『囚われた美しきサンタクロース』[52][53]（2019年12月21日、シアターカフェ＆ダイニング プロセニアム） - FINAL GIRL 役

### DVD（イメージビデオ）
- Love is...（2015年5月29日、グラッソ）
- 優美な彼女（2015年9月17日、ギルド）

### ミュージックビデオ
- Non Stop Rabbit『偏見じゃん』（アルバム『爆誕 -BAKUTAN-』収録、2020年、ポニーキャニオン）[54] - ビッチな女 役

## 書籍

### 雑誌
- ヤングキング（2015年6月8日、少年画報社）
- ヤングジャンプ（2015年6月11日、集英社）
- 週刊プレイボーイ（2016年1月18日、集英社）
- LOVEggg（ラブジー）（2018年4月、メディアボーイ） - 元レギュラーモデル